# George Dantzig
George Bernard Dantzig (8. listopadu 1914 Portland, Oregon, USA – 13. května 2005 Palo Alto, Kalifornie, USA) byl americký matematik a profesor operační analýzy a informatiky na Stanfordově univerzitě.
Je známý jako objevitel simplexového algoritmu na řešení úloh lineárního programování, jakož i díky další práci v lineárním programování z období krátce po objevení této disciplíny Leonidem Vitaljevičem Kantorovičem.

## Život
George Bernard Dantzig se narodil v Portlandu ve státě Oregon a jméno dostal po irském spisovateli Georgi Bernardu Shawovi. Narodil se židovským rodičům; jeho otec Tobias Dantzig byl matematik a lingvista a matka Anja byla lingvistka francouzsko-litevského původu, narozená v Rusku. Dantzigovi rodiče se seznámili během studií na pařížské univerzitě, kde Tobias studoval matematiku u Henriho Poincarého, po němž byl pojmenován Dantzigův bratr. Dantzigovi pak emigrovali do Spojených států.
Počátkem 20. let 20. století se přestěhovali z Baltimore do Washingtonu, D.C. Matka se stala lingvistkou v knihovně Kongresu a otec učitelem matematiky na Marylandské univerzitě.

## Matematická statistika
V průběhu hodiny matematické statistiky v roce 1939, na kterou Dantzig přišel pozdě, napsal Jerzy Neyman na tabuli dvě rovnice, které byly v té době považované za neřešitelné. Dantzig předpokládal, že jde o domácí úkol a rovnice si zapsal a o pár dnů později odevzdal jejich řešení, přičemž stále předpokládal, že řešil domácí úkol. Podle Dantziga byly problémy „těžší, než obvykle“.
O šest týdnů později Dantziga navštívil Neyman a sdělil mu, že onen „domácí úkol“, který vyřešil, ve skutečnosti představoval problémy považované za neřešitelné. V roce 1986 uvedl Dantzig pro College Mathematics Journal:
Když jsem začal přemýšlet o tématu své práce, Neyman pokrčil rameny a navrhl mi, abych vyřešené dvě rovnice svázal a že je jako mou práci bez problémů akceptuje.